# Marcusenius livingstonii
Marcusenius livingstonii es una especie de pez africano en la familia Mormyridae endémico de Malaui, Mozambique y Tanzania, que en función de su morfología, puede catalogarse como un «lucio del río Nilo» junto a otras especies pertenecientes al mismo género y a las incluidas en los Mormyrops, Brienomyrus, Hippopotamyrus, Petrocephalus y Pollimyrus. Su hábitat natural son ríos, riveras intermitentes y lagos de agua dulce del este y sur de África.
Respecto al estado de conservación, se puede indicar que de acuerdo a la IUCN, esta especie puede catalogarse en la categoría de «menos preocupante (LC o LR/lc)». Su principal amenaza es la pérdida de su hábitat. 